# A gyermek (film, 2005)
A gyermek (eredeti cím: L' Enfant) 2005-ben készült színes francia–belga filmdráma Jean-Pierre és Luc Dardenne rendezésében.

## Tartalom
|  | Alább a cselekmény részletei következnek! |

A nincstelen 20 éves Bruno barátnőjével, a 18 éves Soniával Seraingban, egy kelet-belga kisvárosban él. Sonia munkanélküli segélyéből és Bruno bandájának pitiáner lopásaiból tartják fenn magukat. Életük visszafordíthatatlanul megváltozik, amikor megszületik kisfiuk, Jimmy. A szülés után hazatérő Sonia azzal szembesül, hogy lakásukat Bruno idegeneknek adta ki. A kezdeti apai ösztön és lelkesedés hamarosan elapad, és Bruno csak újabb pénzszerzési lehetőséget lát Jimmy-ben. A pénz és a szülői felelősség hiánya oda vezet, hogy Bruno az alvilági kapcsolatain keresztül áruba bocsátja Jimmy-t, a vevők adoptáló szülőknek szándékozzák eladni a gyermeket. Miután rájön tettének súlyára, Bruno megpróbálja visszafordítani, amit elindított…

## Szereplők
- Bruno (Jérémie Renier)
- Sonia (Déborah François)
- Steve (Jérémie Segard)
- fiatal rabló (Fabrizio Rongione)
- civil rendőr (Olivier Gourmet)

## Díjak, jelölések

### Cannes-i fesztivál(2005)
- díj: Arany Pálma (Jean-Pierre és Luc Dardenne)